# Cycas saxatilis
{{#ifeq:0|0|{{#if:|{{#if:Cycassaxatilis|[[]}}|}}}}
Cycas saxatilis — вид голонасінних рослин класу саговникоподібні (Cycadopsida).
Етимологія:лат. saxatilis — той, що живе серед скель.

## Опис
Стебла деревовиді, до 0.5–4 м заввишки. Листя яскраво-зелене, дуже блискуче, довжиною 160–190 см. Пилкові шишки яйцюваті, кремового або зеленого кольору, ≈ 49 см завдовжки, ≈ 5 см діаметром. Мегаспорофіли і насіння не спостерігали.

## Поширення, екологія
Цей вид відомий тільки з вапнякових відслоненнях масиву Санкт Паулс гори, на острові Палаван, Філіппіни. Цей вид росте в ущелинах вертикальних вапнякових скель, що не мають ґрунту.

## Загрози та охорона
Там немає безпосередніх загроз. Тим не менш, Aulacaspis був введений на різні острови в Тихому океані, а види Cycas є особливо вразливими. Велика частина ареалу C. saxatilis входить в англ. Saint Pauls Bay National Park.